# 小行星5858
小行星5858（5858 Borovitskia）是一颗绕太阳运转的小行星，为主小行星带小行星。该小行星于1978年9月28日发现。

## 轨道参数
小行星5858的轨道半长轴为2.3151770 UA，离心率为0.045。